# たっちょほねく丼
たっちょほねく丼（たっちょほねくどん）は、和歌山県有田市のご当地グルメ。タチウオを骨ごと砕いて練り合わせた天ぷら（ほねく）を用いた丼物である。

## 概要
有田市の箕島漁港（有田市宮崎町）はタチウオ（太刀魚）の水揚げ量が日本1位であり、箕島漁港で水揚げされるタチウオは「紀州紀ノ太刀」としてブランド化されている。
「たっちょ」は、この地方でのタチウオの方言名称であり、「ほねく」は「骨くり天ぷら」の意で、タチウオを骨ごと砕いて練り合わせた天ぷらを「ほねく」と呼んで古くから食していた。「ほねく」は骨が加わることで独特の風味がある。たっちょほねく丼は、そんな「ほねく」を使ったご当地丼である。
和歌山県立箕島高等学校の学生食堂でも提供されている（2017年時点）。

## 歴史
有田市の学校給食センターに勤める女性グループが有田市で開催される「有田うまいもんまつり」で2009年から開催されるようになった「B級ご当地グルメコンテスト」に何か出品しようとした。出品の規約が「有田の食材を使わなければいけない」であったため、漁獲高日本一であるタチウオを使うことが自然と決まった。「B級グルメ」のイメージから丼物にし、タチウオを食べやすく、作るのが簡単になるようかき揚げにした。開発した女性グループの言では、余りもののタチウオでも作れるとのこと。
出品の結果、2009年、2010年と2年連続優勝し、殿堂入りとなる。「有田うまいもんまつり」を主催する紀州有田商工会議所には、たっちょほねく丼が食べられる店がどこかないかとの問い合わせも来ていたことから、有田の新しい名物として売り出そうとなった。
2011年11月20日から複数の店舗で一般提供開始。
2012年には「有田たっちょほねく丼を食べよら会」が結成される。
2013年6月20日放送の『めざせ!グルメスター』（NHK BSプレミアム）で取り上げられた。
2018年時点では、有田市内で10店舗以上の飲食店がたっちょほねく丼を提供している。

## 定義
以下の3点が基本ルールとしてあるが、市内の飲食店ごとにアレンジしたたっちょほねく丼を提供している。
- ほねくをかき揚げにする。
- 鶏卵を使う。
- 餡をかける。

## ドン・たっちょくん
たっちょほねく丼のイメージキャラクター、ドン・たっちょくんが設定されている。
設定
- 20歳
- 有田辰ヶ浜、箕島漁港出身
- 丼を母に、タチウオを父に持つ
- 紀ノ太刀を片手に辰ヶ浜、有田市制覇を目指し、更には日本制覇を目指す
- 彼女はおらず、欲している

## 賞歴
- 有田うまいもんまつり B級ご当地グルメコンテスト 優勝（2009年、2010年）[8], 殿堂入り[9]
- 全国丼グランプリ西日本バラエティ丼部門（主催:全国丼連盟） 2017年時点で4回連続の金賞[3][12]